# آرتور رمبو
ژان نیکلا آرتور رَمبو (به فرانسوی: Jean Nicolas Arthur Rimbaud), فرانسوی: [aʁtyʁ ʁɛ̃bo] () (زادهٔ ۲۰ اکتبر ۱۸۵۴ – درگذشتهٔ ۱۰ نوامبر ۱۸۹۱) از شاعران فرانسوی بود. او را بنیان‌گذار شعر مدرن برمی‌شمارند. او سرودن شعر را از دوران دبستان آغاز کرد. ذوق و نبوغ شعریِ او در سنین ۱۷ تا ۲۰ سالگی خیره‌کننده است. بااین‌حال، او در ۲۱سالگی برای همیشه از شعر دوری گزید که همواره مایهٔ حیرت و ابهام بوده‌است.

## زندگی
آرتور رَمبو در ۲۰ اکتبر ۱۸۵۴، برابر با ۲۸ مهر ۱۲۳۳ خورشیدی در شارل‌ویل فرانسه به دنیا آمد. پدرش فردریک رمبو سرباز توپخانه بود و مادرش ماری کاترین ویتالی کوئیف از خانوادهٔ ملاکین بود و همیشه رفتار خشک و خشنی با او داشت. آرتور دومین فرزند خانواده بود و حدود دو سال پس از ازدواج پدر و مادرش به دنیا آمد. در ۱۸۶۸ نخستین شعرش را به لاتین سرود و سال بعد آموزگار او سه قطعه از اشعارش را منتشر کرد که یکی برندهٔ جایزه شد. در ژانویهٔ ۱۸۷۰ نخستین اشعار رمبو به فرانسوی منتشر شد. در عنفوان جوانی خانه را تاب نیاورد و گریخت، به پاریس رفت و در جنگ فرانسه و پروس شرکت کرد. بعدها در پی ماجراجویی با قطار از اسکان‌اش فرار کرد و در آخر به جرم گریز و ولگردی محاکمه شد و چند صباحی را در زندان سپری کرد. مع هذا، پس از رهایی توسط مادرش، استقرار او در خانه بیش از ده روز نپائید و مجدداً دست به گریز زد.
اواخر اکتبر ۱۸۷۰ رمبو به مرور رفتاری تحریک آمیز و لاقید برگزید؛ الکل می‌نوشید، شنیع سخن می‌گفت، اشعاری متشکل از مدفوع خواری می‌سرود، دست به سرقت کتاب از مغازه‌های محلی می‌برد و سر و شکلی آشفته برای خودش ساخته بود.

## همراهی با ورلن (۱۸۷۱–۱۸۷۵)
در سال ۱۸۷۱، رمبو به شاعران معتبر و معروف نامه فرستاد اما دستاورد شایانی کسب نکرد.
سپس به توصیهٔ یکی از دوستانش، دو نامه همراه با چند شعر برای پل ورلن، شاعر نوپا و از (طلایه داران مکتب سمبولیسم) فرستاد.
ورلن بلافاصله مفتون او شد و در پاسخ، متنی با فحوای (روح معظم و گرامی، بیائید؛ چشم به راه و راغب شمائیم) فرستاد.
رمبو در اواخر سپتامبر ۱۸۷۱ وارد پاریس شد و برای مدت کوتاهی در وثاق ورلن سکنی گزید. همسر ورلن زنی ۱۷ ساله و باردار بود، ورلن نیز بتازگی شغل خود را ترک گفته و به الکل روی‌آور شده بود. در آن هنگام، ورلن رمبو را آسیمه‌سر، قناس، استخوانی و رو به رشدی نامجرب با لهجهٔ آردنی توصیف می‌کند. این دو به زودی رابطه‌ای سوزان و متزلزل را رقم زدند که در آینده کانون خانوادهٔ ورلن را از هم گسست.
خویشان ورلن، دل خوشی از رمبو نداشتند؛ لیک ورلن او را به تمام اجتماعات هنری و گردهمایی کانون نویسندگان می‌برد.
رمبو در ماه مارس ۱۸۷۲ پاریس را ترک گفت. ورلن اما مصمم بود، هر آنچه دارد را از برای رمبو ترک گوید پس او را دوباره به پاریس فراخواند.
آنان دوره‌گردی خویش را با نوشیدن ابسنت و استعمال تریاک و حشیش آغاز کردند.سرانجام در سپتامبر ۱۸۷۲، عشق پرتلاطم شان به لندن کشیده شد (دوره‌ای که بعدها رمبو از یادآوری آن اظهار ندامت کرد). در این هنگام، ورلن همسر جوان و طفل خردسال خویش را ترک گفت تا با رمبو به لندن برود. با فقری جزیل در ناحیه بلومزبری اقامت گزیدند و با تدریس و عوایدی که مادر ورلن می‌فرستاد روزگار می‌گذرانند. رمبو روزها را در سالن مطالعات کتابخانه موزه بریتانیا سپری می‌کرد.
ناگهان، رابطه‌شان به‌شکل فزاینده‌ای به تلخی گرایید لیکن ورلن رمبو را رها کرد و به دیدار همسر‌اش در بروکسل شتافت.
در این زمان شخصیت رمبو، مقبول جامعهٔ ادبی نبود و به چشم شخصی خوش‌گذران و بدشگون نگریسته می‌شد، به گونه‌ای که در جریان رسم نقاشی ورلن و رمبو توسط نقاش معروف، آنری فانتن لاتور، نویسندگان از رسم شدن کنار آنان امتناع ورزیدند.
ژوئیه ۱۸۷۳، ورلن به تنهائی به پاریس بازگشت اما دیری نپائید و ماتم فقدان رمبو را گرفت و بی تأنی با ارسال پیغامی به او، خواستار عزیمت او به بروکسل شد.
تجدید دیدارشان به درستی پیش نرفت و منجر به تنش‌های مداوم شد. در ۱۰ ژوئیه ۱۸۷۳ ورلن با تپانچهای، به بازوی چپ رمبو شلیک کرد که منجر به دوسال حبس برای او شد.
در این اثنا، رمبو به زادگاه‌اش بازگشت و دفتر فصلی در دوزخ را به اتمام رساند. کتاب در بلژیک به چاپ می‌رسد ولی چون خرج چاپ آن از طرف مؤلف وصول نمی‌شود، کتاب که شاهکار شاعرانه رمبو است، در انبار چاپخانه می‌ماند و چهل سال بعد کشف می‌شود!

## سفرها (۱۸۷۵–۱۸۸۰)
رمبو در دوران کوتاه زیستن‌اش وین، هلند، سوئد، هامبورگ، سوئیس را پیاده به سیر و سلوک پرداخت. در می ۱۸۷۸ به استخدام ارتش درآمد تا خود را به جاوه برساند. پس از چهارماه از ارتش هزیمت کرد و به‌صورت ناشناس با کشتی عزم بازگشت به فرانسه نمود.در دسامبر ۱۸۷۸ در قبرس، به امر ساخت و ساز مشغول می‌شود. چندی بعد به عدن رفته و به استخدام یک شرکت بازرگانی گمارده شد.در ۱۸۸۰ به حبشه سفر می‌کند و بیش از ده سال از عمر خود را در آنجا می‌گذراند و در آنجا به سوداگری قهوه و پوست حیوانات، برده داری، قاچاق اسلحه و انسان می‌پردازد.
در ایام اقامت در آفریقا، به سلطان حبشه منلیک دوم اسلحه می‌فروشد (که منجر به شکست می‌شود) سپس به برده‌فروشی نیز اهتمام ورزید.در فوریه ۱۸۹۱ به دلیل تومور (احتمال زیاد استئوسارکوما) در پای راست‌اش، نخستین عوارض را احساس می‌کند که سرانجام منجر به قطع پای او می‌شود. در ۱۰ نوامبر ۱۸۹۱ (سی و هفت سالگی) در معیت خواهرش ایزابل در شارلویل-مزیر جان می‌سپارد.

## آثار و مطالعات
رمبو شعر منثور را به یاری تصاویر و ایماژهای درخشان و نامنتظر ایجاد می‌کند که یکی روی دیگری قرار می‌گیرند، نیز ضرباهنگ‌های متغیری ایجاد می‌کند که همگان با حرکت شعر افت‌وخیز دارد و جریان می‌یابد.
آلبر کامو وی را شاعری طاغی می‌نامد، که حتی بر خودش طغیان کرد و به خودکشی معنوی دست زد.
اشعار و زندگی رمبو الهام بخش بسیاری از نویسندگان، موسیقی دانان و هنرمندان بزرگ قرن بیستم چون پابلو پیکاسو، دیلن تامس، آنری کارتیه برسون، آلن گینزبرگ، لوسین کار، جک کرواک، ولادیمیر ناباکوف، اوکتاویو پاز، باب دیلن، پتی اسمیت، هنری میلر، جیم موریسون، و ریچی ادواردز بوده‌است.

### آثار
- ۱۸۷۱ زورق مست Le Bateau ivre
- ۱۸۷۳ فصلی در دوزخ Une Saison en enfer
- ۱۸۷۴ اشراق‌ها les Illuminations

### دربارهٔ او
- داریوش مهرجویی فیلمساز ایرانی، دربارهٔ زندگی او مستند سفر به سرزمین رمبو را در فرانسه ساخته‌است.
- همچنین شاعر برجسته قرن بیستم رنه شار، شعری تحت عنوان خوب کردی رفتی، آرتور رمبو! سروده‌است.

#### ترجمه شده به فارسی
- اشراق‌ها، برگردان: بیژن الهی، فاریاب، ۱۳۶۲
- زورق مست (گزیده اشعار)، گزینش و برگردان محمدرضا پارسایار، نشر نگاه معاصر، ۱۳۸۱
- آرتور رمبو صدایی از آینده (زندگی و پاره‌ای از شعرها، نامه‌ها و عکس هایِ آرتور رمبو)، گردآوری و ترجمه محمد فلاح نیا، نشرِ نگیما، ۱۳۸۹
- خوب کردی رفتی آرتور رمبو، زندگی و شعر آرتور رمبو، گردآوری و ترجمه: سمیرا رشیدپور، انتشارات روزبهان، ۱۳۹۳

## نمونهٔ اشعار
منتخبی از زورق مست (Le Bateau ivre)
- چون از رودهای بی اعتنا سرازیر شدم
- احساس کردم که دیگر ملوانان راهبرم نیستند
- زیرا سرخ پوستان پرهیاهو آنان‌را نشانه کرده
- و برهنه، بر تیرکهای رنگارنگ میخکوب کرده بودند.
- من به همه سرنشینان و کالاها بی اعتنا بودم،
- خواه گندم فلاماندی بارم بود و خواه پنبه انگلیسی
- هنگامی که کشمکش ملوانان من بپایان رسید
- رودها آزادم گذاشتند به هرجا که می‌خواهم سرازیر گردم
- در همهمه خشم آلود جزر و مدها
- من در آن زمستان، ناشنوا تر از ذهن کودکان دویدم
- و شبه جزیره‌های جداشونده از خشکی نیز
- غرورآمیز تر از آن، هیاهوئی بخود ندیده بودند.
- توفان، شب زنده داریهای دریائی مرا متبرک کرد
- و من ده شب، سبکتر از چوب پنبه، بر امواجی که
- قربانگاه جاویدش می‌نامند رقصیده‌ام
- بی آنکه افسوس نگاه ابلهانهٔ فانوسهای دریائی را داشته باشم.

ترجمهٔ حسن هنرمندی